# Benissuera
Benissuera, en valencien et officiellement, (Benisuera en castillan), est une commune d'Espagne de la province de Valence dans la Communauté valencienne. Elle est située dans la comarque de la Vall d'Albaida et dans la zone à prédominance linguistique valencienne.

## Géographie

Localisation de Benissuera
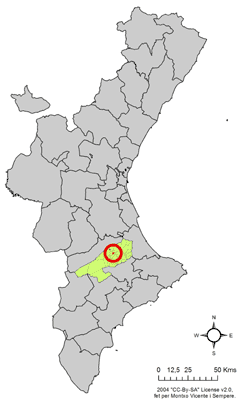
dans la Communauté valencienne.
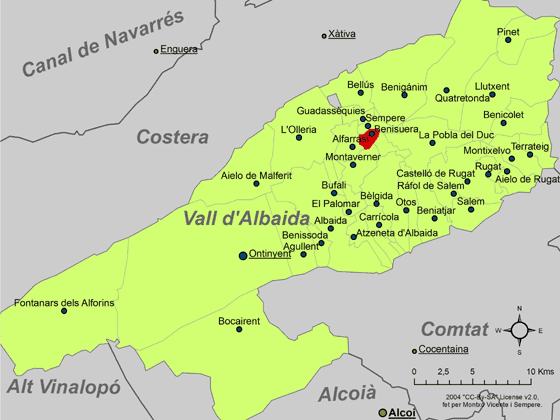
dans la comarque de la Vall d'Albaida.